# Affare Pechiney-Triangle
L'affare Pechiney-Triangle è uno scandalo politico-finanziario avvenuto in Francia alla fine degli anni 1980.

## Scandalo
Nel novembre del 1988, la società nazionalizzata francese Pechiney annuncia un'OPA sulla società statunitense Triangle, quotata alla Borsa di New York. Pechiney era particolarmente interessata a una filiale della Triangle, la American National Can (ANC), specializzata in imballaggi.
Alcuni uomini di Stato sono messi al corrente dell'operazione in anticipo. Sono, quindi, in possesso di informazioni riservate. Alcuni di loro, secondo l'accusa, cercano di approfittare della situazione, commettendo il reato di insider trading. Ben presto le autorità borsistiche statunitensi si accorgono di quanto sta avvenendo e mettono in guardia la Commission des opérations de bourse (la Commissione per le operazioni di borsa). Ha inizio un procedimento giudiziario, alla fine del quale nove persone sono condannate. Tra di loro vi sono:
- Alain Boublil, ex direttore di gabinetto di Pierre Bérégovoy al ministero delle Finanze
- Jean-Pierre Emden, uomo d'affari francese
- Charbel Ghanem, uomo d'affari libanese
- Patrick Gruman, broker
- Roger-Patrice Pelat, uomo d'affari francese, collaboratore dell'allora Presidente della Repubblica François Mitterrand
- Robert, socio di Max Théret
- Max Théret, finanziatore del Partito socialista francese e fondatore della Fnac.
- Samir Traboulsi, uomo d'affari libanese

Nel maggio dello stesso anno, l'ex Primo ministro Pierre Bérégovoy si era ucciso. All'epoca dei fatti (1988) era Ministro delle finanze.